# Нарјан-Мар
Нарјан-Мар (рус. Нарьян-Мар) је речни и морски град у Русији у аутономном округу Ненеција и главни је град те области. Град се налази на десној обали реке Печора, 110 km узводно од ушћа реке, на Баренцовом мору. Нарјан-Мар се налази северно од Северног поларника. Становништво: 2010 - 21,658, 2002 - 18,611, 1989 - 20,182; 1973 - 17,000.

## Историја
Индустријски развој на подручју око Нарјан-Мара почео је 1930. године, током првог петогодишњег плана Совјетског Савеза. Раст региона је био директан резултат развоја угњеног басена Печора и изградње повезане индустријске инфраструктуре.
Нарјан-Мар је дуги низ година био центар дрвне индустрије, а поседује неколико великих, који тренутно не раде, дрвопрерађивача. Тренутно највећи послодавац у граду је нафтна компанија Лукоил.
Важност граду доприноси једина развијена комерцијална лука на подручју од неколико хиљада квадратних миља. Као резултат, Нарјан-Мар има развијене туристичке и угоститељске услуге, са неколико сауна и хотела. У граду се такође налази и локални музеј, велики споменик из Другог светског рата, православна црква и историјско окружење. Спортски риболов је такође могућ у овој области.

## Административни и општински статус
Нарјан-Мар је административни центар аутономног округа Аутономног округа Русије. У оквиру административних подела, она је инкорпорирана као град од великог значаја за округ - административна јединица која има статус једнак дистрикту. Као општинска подела, урбани значај града Нарјан-Мар је уврштен као Нарјан-Мар округ.

## Транспорт
Град поседује аеродром Нарјан-Ма, који је повезан са градским 3 km - дугачким руским савезним аутопутем, А-381.

## Географија

### Клима
Нарјан-Мар има субполарну климу (Кепенова класификација климата) са кратким, благим летима који могу да премаше +25 °C (77 °F) и врло хладне зиме. Падавина је нешто већа лети него у зимским месецима.
| Клима Naryan-Mar                     | Клима Naryan-Mar | Клима Naryan-Mar | Клима Naryan-Mar | Клима Naryan-Mar | Клима Naryan-Mar | Клима Naryan-Mar | Клима Naryan-Mar | Клима Naryan-Mar | Клима Naryan-Mar | Клима Naryan-Mar | Клима Naryan-Mar | Клима Naryan-Mar | Клима Naryan-Mar |
| Показатељ \ Месец                    | .Јан.            | .Феб.            | .Мар.            | .Апр.            | .Мај.            | .Јун.            | .Јул.            | .Авг.            | .Сеп.            | .Окт.            | .Нов.            | .Дец.            | .Год.            |
| ------------------------------------ | ---------------- | ---------------- | ---------------- | ---------------- | ---------------- | ---------------- | ---------------- | ---------------- | ---------------- | ---------------- | ---------------- | ---------------- | ---------------- |
| Апсолутни максимум, °C (°F)          | 2,7 (36,9)       | 2,8 (37)         | 7,9 (46,2)       | 14,2 (57,6)      | 27,8 (82)        | 33,4 (92,1)      | 33,9 (93)        | 30,8 (87,4)      | 23,9 (75)        | 17,2 (63)        | 6,5 (43,7)       | 3,0 (37,4)       | 33,9 (93)        |
| Максимум, °C (°F)                    | −13,2 (8,2)      | −12,8 (9)        | −6,6 (20,1)      | −2,0 (28,4)      | 4,7 (40,5)       | 14,1 (57,4)      | 18,8 (65,8)      | 14,7 (58,5)      | 9,3 (48,7)       | 1,6 (34,9)       | −6,5 (20,3)      | −10,1 (13,8)     | 1,0 (33,8)       |
| Просек, °C (°F)                      | −17,2 (1)        | −16,9 (1,6)      | −10,9 (12,4)     | −6,6 (20,1)      | 0,6 (33,1)       | 8,8 (47,8)       | 13,5 (56,3)      | 10,5 (50,9)      | 5,8 (42,4)       | −0,8 (30,6)      | −9,6 (14,7)      | −14,0 (6,8)      | −3,1 (26,4)      |
| Минимум, °C (°F)                     | −21,7 (−7,1)     | −21,4 (−6,5)     | −15,5 (4,1)      | −11,2 (11,8)     | −2,7 (27,1)      | 4,7 (40,5)       | 9,2 (48,6)       | 7,1 (44,8)       | 3,0 (37,4)       | −3,3 (26,1)      | −13,2 (8,2)      | −18,3 (−0,9)     | −6,9 (19,6)      |
| Апсолутни минимум, °C (°F)           | −47,4 (−53,3)    | −46,5 (−51,7)    | −45,4 (−49,7)    | −36,3 (−33,3)    | −23,7 (−10,7)    | −7,2 (19)        | 0,0 (32)         | −4,3 (24,3)      | −7,8 (18)        | −26,4 (−15,5)    | −40,2 (−40,4)    | −47,6 (−53,7)    | −47,6 (−53,7)    |
| Количина падавина, mm (in)           | 29 (1,14)        | 24 (0,94)        | 26 (1,02)        | 29 (1,14)        | 37 (1,46)        | 48 (1,89)        | 55 (2,17)        | 70 (2,76)        | 60 (2,36)        | 52 (2,05)        | 37 (1,46)        | 36 (1,42)        | 503 (19,8)       |
| Дани са кишом                        | 3                | 2                | 3                | 7                | 14               | 20               | 20               | 25               | 24               | 16               | 6                | 4                | 144              |
| Дани са снегом                       | 24               | 22               | 23               | 17               | 11               | 2                | 0                | 0                | 1                | 12               | 20               | 24               | 156              |
| Релативна влажност, %                | 82               | 82               | 81               | 78               | 76               | 72               | 75               | 83               | 86               | 88               | 87               | 84               | 81,2             |
| Сунчани сати — месечни просек        | 6,0              | 47,0             | 128,0            | 200,0            | 187,0            | 248,0            | 264,0            | 160,0            | 98,0             | 52,0             | 13,0             | 1,0              | 1.404            |
| Извор #1: Pogoda.ru.net              |                  |                  |                  |                  |                  |                  |                  |                  |                  |                  |                  |                  |                  |
| Извор #2: NOAA (sun only, 1961-1990) |                  |                  |                  |                  |                  |                  |                  |                  |                  |                  |                  |                  |                  |

## Становништво
Према прелиминарним подацима са пописа, у граду је 2010. живело становника, (%) више него 2002.
| 1939.  | 1959.  | 1970.  | 1979.  | 1989.  | 2002.  | 2010.  |
| ------ | ------ | ------ | ------ | ------ | ------ | ------ |
| 13.700 | 13.222 | 16.864 | 23.435 | 20.182 | 18.611 | 21.658 |